# Björn Holmström
Björn Sven Vilhelm Holmström, född 13 mars 1948 i Oxelösund, Södermanlands län, är en svensk friidrottare (släggkastning). Han vann SM-guld i slägga 1974 och 1977. Han tävlade för Bellevue IK.